# De Royer de Dour

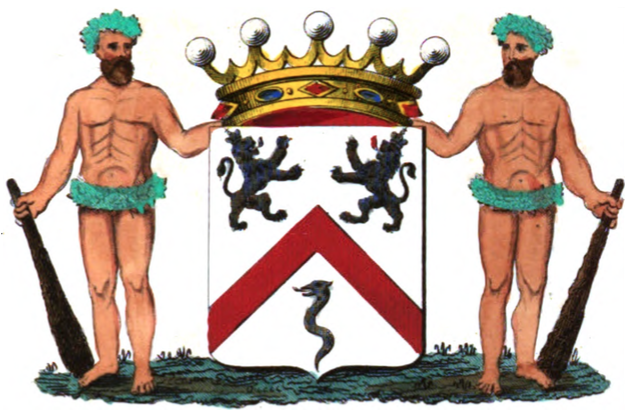
Wapen van de familie Royer de Dour

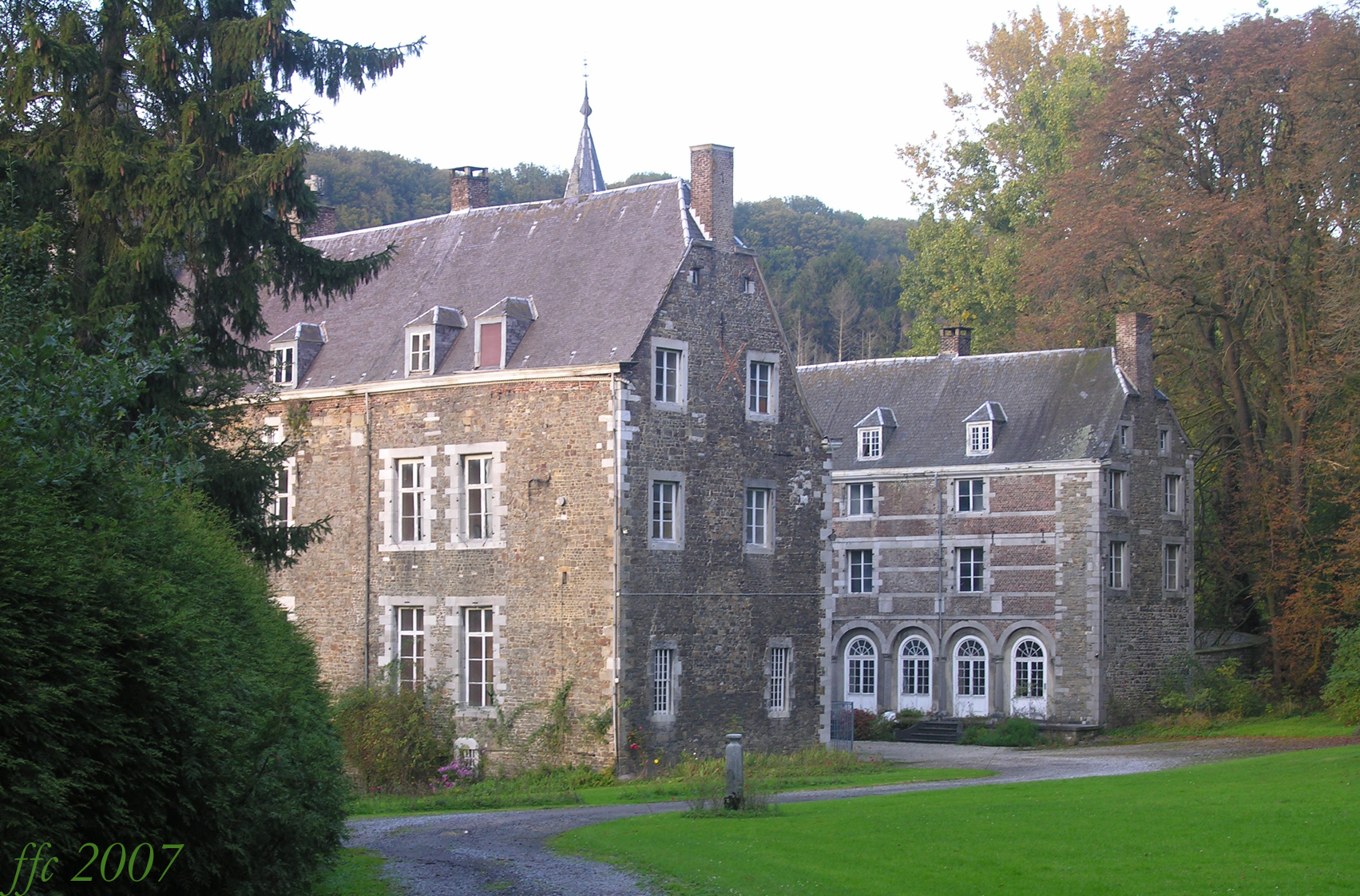
Kasteel van Bolland bij Herve, dat sinds 1920 eigendom is van de familie de Royer de Dour

De Royer de Dour (ook: De Royer de Dour de Fraula) is een sinds 1786 tot de Belgische adel behorend geslacht

## Geschiedenis
De bewezen stamreeks begint met Dominique de Royer (†1737) wiens zoon Jean-François in 1693 werd benoemd tot griffier van het baljuwschap van Soignies, eerste vermelding van dit geslacht. In de 18e eeuw volgden verscheidene adelsbesluiten. In 1816 volgde voor een nazaat benoeming in de Ridderschap van Henegouwen, hetgeen erfelijke adel met zich bracht; volgens de eerste adelslijst betrof het benoeming met de titel van baron overdraagbaar bij eerstgeboorte.

## Enkele telgen
Pierre de Royer, heer van Oeillies, Woldre en Gouy-lez-Piéton, en pensionaris van de stad Mons, werd in 1766 door keizerin Maria Theresia in de erfelijke adel verheven. Keizer Jozef II voegde daar in 1787 een baronstitel aan toe, overdraagbaar bij eerstgeboorte. Pierre de Royer was getrouwd met Marie-Josèphe Tenery.
- Jean baron de Royer de Dour (1753-1838) was de laatste heer van Dour, en werd er in de Franse tijd aangesteld als maire. Hij trouwde in 1794 met Waudru de Behault (1774-1836) en ze kregen twee zoons en een dochter. In  1816, ten tijde van het Verenigd Koninkrijk der Nederlanden, werd hij benoemd in de Ridderschap van Henegouwen en werd lid van de Provinciale Staten van Henegouwen.
  - Alexandre baron de Royer de Dour (1795-1852) behoorde tot de Bergense keizerlijke erewacht onder Napoleon en werd in 1820 lid van de Ridderschap van Henegouwen. Hij werd verkozen tot Belgisch senator; hij trouwde met zijn nicht Désirée de Royer (1794-1831) en hertrouwde met jkvr. Julie de Thysebaert (1798-1883). Hij had twee zoons uit het eerste en een zoon uit het tweede bed.
    - Maurice baron de Royer de Dour (1815-1901); trouwde met Hélène de Fraula (1830-1899).
      - Hippolyte baron de Royer de Dour (1851-1916); trouwde met Julie van Braam van Son (1854-1930), weduwe van baron Carel de Vos van Steenwijk. Hij kreeg in 1909 vergunning om de Fraula aan de familienaam toe te voegen. Hij vluchtte in 1914 naar Nederland en overleed in Den Haag.
        - Adhémar baron de Royer de Dour de Fraula (1880-1946), kocht in 1920 het kasteel van Bolland bij Herve aan; hij trouwde met gravin Sabine Christyn de Ribaucourt (1881-1980) en ze hadden vijf kinderen.
          - Adolphe baron de Royer de Dour de Fraula (1907-1997)
            - Eric baron de Royer de Dour de Fraula (1934), bewoner van kasteel Bolland en chef de famille, laatste mannelijke telg en in 2012 ongehuwd

  - Jhr. Charles de Royer de Dour (1796-1858) werd volksvertegenwoordiger en burgemeester van Dour. Hij bleef vrijgezel.

### Adellijke allianties
- De Thysebaert (1832 en 1833), De Brou de la Wastine (1871), De Carpentier de Changy (1875), Christyn de Ribeaucourt (1904), De Lantsheere (1921), Gillès de Pelichy (1933), De Wasseige (1961), Van de Werve de Schilde (1968)